# Markéta Křížová
Markéta Křížová (* 30. května 1974 Praha) je česká historička a etnoložka, v letech 2022–2023 prorektorka Univerzity Karlovy pro zahraniční záležitosti. Specializuje se na předkolumbovské civilizace a americké koloniální dějiny.

## Život
Vystudovala historii a etnologii na Filozofické fakultě Univerzity Karlovy v Praze, kde posléze zakotvila jako vědecká pracovnice a v roce 2008 se habilitovala prací The strength and sinews of this western world. African slavery, American colonies and the effort for reform of European society in the Early Modern Era. Dne 5. prosince 2018 byla jmenována profesorkou. Působí ve Středisku iberoamerických studií (SIAS) FF UK a externě též na Katedře antropologických a historických věd Filozofické fakulty Západočeské univerzity v Plzni. V letech 2018 až 2022 působila jako proděkanka Filozofické fakulty Univerzity Karlovy, v únoru 2022 pak byla jmenována prorektorkou Univerzity Karlovy pro zahraniční záležitosti.
Vědecky se zabývá problematikou předkolumbovských civilizací v prostoru dnešní Latinské Ameriky z etnologické i historické perspektivy, a také některými tématy koloniálního období (misie, otroctví). Je členkou organizačního výboru European Network in Universal and Global History a několika redakčních rad. Příležitostně překládá z angličtiny. V roce 2021 se podílela na tvorbě výstavy Tváře války, která byla umístěna v Náprstkově muzeu asijských, afrických a amerických kultur.

## Publikace
- Ciudad ideal en el desierto. Proyectos misionales de la Compañía de Jesús y la Iglesia Morava en la América colonial. Praha : Karolinum, 2004. 281 s. ISBN 80-246-0811-1.
- Aztékové. Půvab a krutost indiánské civilizace. Praha : Aleš Skřivan ml., 2005. 125 s. ISBN 80-86493-19-9.
- Inkové. Nejmocnější indiánský stát. Praha : Aleš Skřivan ml., 2006. 139 s. ISBN 80-86493-21-0.
- The strength and sinews of this western world. African slavery, American colonies and the effort for reform of European society in the Early Modern Era. Praha : Karolinum, 2008. 264 s. ISBN 978-80-246-1514-1.
- Haiti. Praha : Libri, 2009. 109 s. ISBN 978-80-7277-424-1.
- Dominikánská republika. Praha : Libri, 2010. 123 s. ISBN 978-80-7277-352-7.
- Krvavé rituály Střední a Jižní Ameriky. Praha : XYZ, 2011. 269 s. ISBN 978-80-7388-467-3. (spoluautorky Zuzana Marie Kostićová a Sylvie Květinová)
- Mayové. Víc než záhady dávné civilizace. Praha : Aleš Skřivan ml., 2011. 135 s. ISBN 978-80-86493-25-1.
- Nikaragua. Praha : Libri, 2011. 137 s. ISBN 978-80-7277-484-5.
- Jamajka. Praha : Libri, 2012. 103 s. ISBN 978-80-7277-499-9.
- Otroctví v Novém světě od 15. do 19. století. Praha : NLN, 2013. 348 s. ISBN 978-80-7422-236-8.